# Trudy Mackay
Trudy Frances Charlene Mackay FRS é uma geneticista escocesa, especializada em genética quantitativa. Foi eleita membro da Royal Society em 2006. É professora da Universidade Estadual da Carolina do Norte em Raleigh, Carolina do Norte.

Obteve um bacharelado em 1974 e um mestrado em 1976 em biologia na Universidade de Dalhousie e um Ph.D. em genética na Universidade de Edimburgo em 1979. Recebeu a Medalha Genetics Society of America de 2004 e o Prêmio Wolf de Agronomia de 2016.